# Las cenizas del tiempo
Las cenizas del tiempo es una película de aventura y artes marciales de Hong Kong de 1994 escrita y dirigida por Wong Kar-wai e inspirada en los personajes de la novela de Jin Yong La leyenda de los héroes del cóndor. Contó con las actuaciones principales de Leslie Cheung, Tony Leung Kar Fai, Brigitte Lin, Tony Leung Chiu-Wai y Carina Lau.

## Reparto
- Leslie Cheung es Ouyang Feng.
- Tony Leung Kar Fai es Huang Yaoshi.
- Brigitte Lin es Murong Yang / Murong Yin / Dugu Qiubai.
- Tony Leung Chiu-Wai es el espadachín ciego.
- Carina Lau es la esposa del espadachín ciego.
- Jacky Cheung es Hong Qigong.
- Maggie Cheung es la cuñada de Ouyang Feng.
- Li Bai es la esposa de Hong Qigong.

## Sinopsis
Ouyang Feng es intermediario de varios espadachines en la antigua China. Uno de esos espadachines es Huang Yaoshi, que ha encontrado un vino mágico que hace olvidar el pasado completamente. En otro momento, Huang conoció a Murong Yin y, bajo la influencia de la bebida, prometió casarse con su hermana. Huang la abandona y Mu-rong Yin, sedienta de venganza, contrata a Ouyang para que lo asesine. Pero entonces Murong Yang contrata a Ouyang para proteger a Huang. Se trata de una situación bastante extraña, pues Murong Yang y Murong Yin son en realidad la misma persona.

## Producción
La historia es una precuela de la novela La leyenda de los héroes del cóndor, presentando a los personajes en su juventud. Se enfoca en el antagonista principal (Ouyang Feng) y lo convierte en protagonista, al tiempo que conserva sus despreciables cualidades. Feng se cruza con otros poderosos maestros de wuxia: Huang Yaoshi, Hong Qigong y Dugu Qiubai; representando su historia de fondo con gran libertad y, a veces, alterando completamente el significado pretendido de la novela.
Durante las largas demoras de producción, Wong realizó una parodia de la misma novela con el mismo reparto titulada The Eagle Shooting Heroes.
Debido a que las impresiones originales se perdieron, Wong reeditó la película en 2008 para futuros estrenos en teatros, DVD y Blu-ray con el título Ashes of Time Redux. La película se redujo de 100 a 93 minutos en esta versión. La película original y la versión Redux todavía se pueden encontrar en los mercados asiáticos, pero solo la versión Redux está disponible para los mercados occidentales. Se han realizado varias críticas a la versión Redux, como la deficiente calidad de imagen, traducciones deficientes y cortes mal ejecutados.

## Recepción
Tras su estreno en Hong Kong, la película recibió críticas mixtas. En el sitio de reseñas Rotten Tomatoes cuenta con un ranking aprobatorio del 79%. Muchos críticos se quejaron principalmente por lo intrincado de la historia. Andrea Gronvall de Chicago Reader se refirió en ese aspecto de la siguiente manera: "Wong recortó varios minutos y reorganizó la narrativa según el paso de las estaciones, aunque la trama todavía es impenetrable". El popular crítico de cine Roger Ebert afirmó sobre la película: "Wong Kar-Wai no suministra una trama con un motor narrativo que nos ayude".
En una reseña positiva, René Rodríguez de Miami Herald afirmó: "Las cenizas del tiempo es principalmente una experiencia sensorial que merece ser vista en una pantalla lo más grande posible". Amy Taubin de Artforum realizó una crítica muy entusiasta, afirmando: "Si Las cenizas del tiempo de Wong Kar-wai no es la película más hermosa que se haya hecho, entonces al menos su belleza es suficiente para borrar, por el momento, el recuerdo de todas las demás".